# Origine (mathématiques)
| - Cas d'un repère affine. - Ces d'un repère orthonormé. |

En mathématiques, l'origine d'un espace euclidien est un point spécial, couramment noté O, utilisé comme point fixe de référence qui servira de repère pour la géométrie de l'espace environnant.
Dans les problèmes physiques, le choix de l'origine est souvent arbitraire, ce qui impliquerait que le choix de n'importe quelle origine donnera la même réponse. Ceci autorise à choisir un point d'origine qui simplifie les calculs autant que possible, en utilisant notamment des propriétés avantageuses de symétrie.

## Coordonnées cartésiennes
Dans un système de coordonnées cartésiennes, l'origine est le point où les deux axes du repère se croisent. L'origine divise chaque axe en deux parties, un demi-axe positif et un négatif. Les points sont alors repérés depuis l'origine par leurs coordonnées numériques, soient les positions des projections orthogonales sur chacun des axes. Les coordonnées de l'origine sont donc toujours nulles, soit (0;0) dans le plan et (0;0;0) dans l'espace.

## Autres systèmes de coordonnées
Dans un système de coordonnées polaires, l'origine est aussi parfois appelée pôle. Elle n'a pas de coordonnées polaires bien définies, car les coordonnées polaires utilisent un angle formé par rapport à l'axe des abscisses et le rayon entre l'origine au point, qu'il est impossible de définir quand ce rayon est réduit à un point.
En géométrie euclidienne, l'origine peut être choisie librement comme tout point de référence avantageux
L'origine du plan complexe peut être défini comme le point où l'axe réel et l'axe imaginaire se rencontrent, ce qui correspond au nombre complexe nul.